# バート・ウォード
バート・ウォード（Burt Ward 1945年7月6日-）は、アメリカ合衆国の俳優。

## 略歴
カリフォルニア州ロサンゼルス生まれ。不動産の仕事をしながら演技の勉強をしている時に『怪鳥人間バットマン』のロビン役のオーディションに合格し、デビュー。
時々アニメの声優としての仕事もしており、アニメでもロビン役をする事もしばしばで、2002年には『ザ・シンプソンズ』でゲスト出演の時にはロビンのセルフパロディを演じた。

## 出演作品

### 映画
- バットマン・オリジナル・ムービー (1966)
- エグゼクティブ・チェイサー (1999)
- バットマン&ロビン 生涯現役宣言! Return to Batcave (2002)

### テレビ番組
- 怪鳥人間バットマン (TV・1966-68)
- バットマン・アニメシリーズ (1977-78)
- ザ・シンプソンズ (2003)